# معركة دلفيل وود
معركة دلفيل وود (15 يوليو-3 سبتمبر 1916): هي سلسلة من الاشتباكات ضمن معركة السوم التي وقعت في الحرب العالمية الأولى عام 1916 بين جيوش الإمبراطورية الألمانية والإمبراطورية البريطانية. كانت دلفيل وود (بالفرنسية: Bois d'Elville) مجموعة كثيفة من الأشجار، على رأسها خشب الزان والشرد (أعادت حكومة جنوب أفريقيا زراعة المنطقة باستخدام البلوط والبتولا)، مع غابات كثيفة من البندق، تتقاطع مع مروج من الأعشاب، إلى الشرق من لونغيفل. بصفتها جزءًا من الهجوم العام الذي بدأ في 14 يوليو، الذي عُرف لاحقًا باسم معركة بازنتين ريدج (14-17 يوليو)، هدف قائد قوة المشاة البريطانية الجنرال دوغلاس هيغ إلى الاستيلاء على المركز الألماني الثاني بين دلفيل وود وبازنتين الصغيرة.
حقق الهجوم هذا الهدف واعتُبر ناجحًا جدًا رغم تكلفته الكبيرة. استمرت الهجمات البريطانية والهجمات المضادة الألمانية على منطقة وود مدة سبعة أسابيع، حتى قبل معركة فليرز كورسيليت التي امتدت بين 15-17 من سبتمبر، وهو الهجوم العام البريطاني الثالث في معركة السوم. أنزل لواء المشاة الأفريقي الجنوبي الأول جبهته الغربية بصفتها جزءًا من الفرقة التاسعة (الاسكتلندية) واستولت على دلفيل وود في 15 يوليو. احتفظ الأفريقيون بالمنطقة حتى 19 يوليو، مع تكبدها خسائر وإصابات مماثلة للخسائر التي حدثت للعديد من الألوية البريطانية في 1 يوليو. عند الاستيلاء عليها، شكلت القرية ومنطقة وود مكانًا بارزًا «نتوءًا» يمكن أن تطلق عليه المدفعية الألمانية من ثلاثة جوانب. إذ ترتفع الأرض من غابات برنافري وترونز، إلى منتصف القرية ولا يمكن عقد القرية أو منطقة وود دون الأخرى.
بعد معركة بازنتين ريدج، حاول البريطانيون التقدم على كلا الجانبين من أجل إصلاح الظهور البارز في دلفيل وود للوصول إلى مواقع جيدة من أجل التقدم بين مواقع الهجوم العام. حاول الألمان التخلي عن النتوء والاحتفاظ بالأرض، ما أدى إلى حجب المواقع الألمانية عن الأنظار وتجاهل المواقف البريطانية. قاتل الجانبان بقية يوليو وأغسطس من أجل السيطرة على منطقة وود والقرية لكنهم ناضلوا من أجل الحفاظ على وتيرة العمليات. قلل الطقس الرطب من الرؤية وجعل حركة القوات والإمدادات أصعب، أدى نقص الذخائر والإصابات المتزايدة إلى تقليص كلا الجانبين من هجماتهم الجزئية واتباع تكتيك الدفاع الجزئي على الجبهات الضيقة فقط، باستثناء عدد صغير من الهجمات الكبيرة واسعة النطاق. هزمت معظم الهجمات بسبب قوة القوات الدفاعية وتأثيرات الطقس العاصف، التي حولت ساحة المعركة في كثير من الأحيان إلى بركة من الطين. حُفظت دلفيل وود بشكل جيد مع بقايا الخنادق بالإضافة إلى متحف ونصب تذكاري للواء جنوب أفريقيا في النصب التذكاري الوطني الجنوبي أفريقي لمعركة دلفيل وود.